# Epicauta beckeri
Epicauta beckeri är en skalbaggsart som först beskrevs av Dugès 1889.  Epicauta beckeri ingår i släktet Epicauta och familjen oljebaggar. Inga underarter finns listade i Catalogue of Life.